# Allen Vigneron
Allen Henry Vigneron (Mount Clemens, 21 oktober 1948) is een Amerikaans geestelijke en aartsbisschop van de Rooms-Katholieke Kerk.
Vigneron werd op 26 juli 1975 priester gewijd. Op 12 juni 1996 werd hij benoemd tot hulpbisschop van Detroit en titulair bisschop van Sault Sainte Marie in Michigan; zijn bisschopswijding vond plaats op 9 juli 1996.
Vigneron werd op 10 januari 2003 benoemd tot bisschop-coadjutor van Oakland; op 1 oktober 2003 werd hij daar benoemd als opvolger van John Stephen Cummins, die om leeftijdsredenen met emeritaat was gegaan. Op 5 januari 2009 werd hij benoemd tot aartsbisschop van Detroit, en ambtshalve tevens tot superior van de Kaaimaneilanden, een missiegebied sui iuris. 